# Butea (Iași)
Butea es una comuna ubicada en el distrito de Iași, Rumania.

## Superficie
Cuenta con una superficie de 38,45 kilómetros cuadrados.

## Demografía
Hasta 2021 la población era de 2679 habitantes, con una densidad de población de 69,67 habitantes por kilómetro cuadrado.